# Нолен, Пьер Клод
Пьер Клод Нолен (англ. Pierre Claude Nolin; 30 октября 1950, Монреаль, Квебек, Канада — 23 апреля 2015, Оттава, Онтарио, Канада) — канадский юрист и государственный деятель, председатель Сената Канады (2014—2015).

## Биография
В 1975 г. окончил юридический факультет Университета Оттавы. Работал адвокатом. Являлся многолетним сторонником Брайана Малруни, ещё со времён, когда в 1976 г. тот пытался стать лидером Прогрессивно-консервативной партии Канады. В 2003 г. поддержал объединение партии с Канадским союзом в Консервативную партию Канады.
В 1993 г. Малруни, уже на посту премьер-министра страны, назначил Нолена членом Сената. Нолен являлся председателем Специального комитета Сената Канады по противодействию незаконному обороту наркотиков, был сторонником декриминализации потребления марихуаны в Канаде. Считался представителем красных тори, поддерживая умеренные политические течения в партии.
В конце ноября 2014 года был назначен председателем канадского Сената.
Пьер Клод умер 23 апреля 2015 года в возрасте 64 лет, спустя пять лет, как у него была диагностирована редкая форма онкологии.